# Parathesis macronema
Parathesis macronema är en viveväxtart som beskrevs av Arthur Allman Bullock. Parathesis macronema ingår i släktet Parathesis och familjen viveväxter. Inga underarter finns listade i Catalogue of Life.